# Drapeau de l'Abkhazie
L'Abkhazie est une région du Caucase placée sous l'autorité de la Géorgie, mais qui se réclame être une république de facto indépendante depuis 1993. Son indépendance est reconnue par la Russie, en 2008, après le conflit russo-géorgien d'août 2008.
Le drapeau de cette république a été défini par une loi constitutionnelle promulguée par l'assemblée de Soukhoumi le 23 juillet 1992. Il est constitué de sept bandes horizontales, vertes et blanches en alternance. Le canton, zone en haut à gauche du drapeau, a une hauteur de trois bandes pour une largeur de rapport 0,38 ; son fond est rouge, une main ouverte blanche est placée au milieu de celui-ci avec au-dessus sept étoiles blanches qui forment un demi-cercle.
La main ouverte est un symbole ancien du royaume d'Abkhazie, apparu dès le XIIIe siècle. Un pavillon rouge foncé avec une main flottait déjà sur Sébastopolis au Moyen Âge.
Les étoiles représentent quant à elles les sept régions historiques de la principauté (Sadzen, Bzyp, Gomaa, Abzhwa, Samurzaq'an, Dal-Ts'abal et Pshoy-Aybga). Le chiffre sept est également un nombre sacré dans la tradition abkhaze.
Les bandes horizontales de couleurs entremêlées vertes et blanches symbolisent la tolérance entre l'islam et le christianisme. Autrefois unie au sein du même royaume, la Circassie était musulmane mais la partie nord de la région fut intégrée à l'Empire russe après la guerre du Caucase.

## République socialiste soviétique abkhaze
Après la révolution russe, l'Abkhazie fut d'abord intégrée dans la république socialiste soviétique de Géorgie. En 1921, elle forme la république socialiste soviétique abkhaze avec le statut particulier de république de l'Union. En 1931, le statut passe en république autonome intégrée au sein de la RSS de Géorgie et prend la dénomination de république socialiste soviétique autonome d'Abkhazie.
Lors de guerre d'Abkhazie, les Abkhazes ont revendiqué leur indépendance. Dès 1989, des émeutes avaient éclaté dans la capitale de Soukhoumi puis, après la chute de l'URSS, l'Abkhazie a fait sécession le 23 juillet 1992, en partie soutenue par la Confédération des Peuples des Montagnes du Nord-Caucase. Les sécessionnistes ont gagné en octobre 1992 la bataille de Gagra avec le soutien des Russes mais un an plus tard, la Géorgie sort victorieuse. Ensuite, les relations sont tendues avec le gouvernement de Tbilissi, jusqu'à finalement la proclamation de l'indépendance de l'Abkhazie reconnue par la Russie, mais non reconnue internationalement par la plupart des autres pays, après le conflit russo-géorgien d'août 2008.

RDF de Transcaucasie (1918)
République de Géorgie (1918-1921)
RSS abkhaze (1921-1931)
RSSA d'Abkhazie (1978-1989)
RSS abkhaze (1989-1993)